# 薩克拉門托灣
薩克拉門托灣（英語：Sacramento Bight），是南極洲的海灣，位於南喬治亞群島，處於卡夫角和哈科特角之間，寬4公里，由捕鯨者命名，由英國海外領土管轄。